# Gilbert Gray
Gilbert T. Gray (ur. 1 czerwca 1902 w Ruston, zm. 27 lipca 1981 w Nowym Orleanie) – amerykański żeglarz sportowy. Złoty medalista olimpijski z Los Angeles.
Zawody w 1932 były jego jedynymi igrzyskami olimpijskimi. Mistrzem olimpijskim został w klasie Star, na jachcie Jupiter partnerował mu Andrew Libano. W tej klasie był mistrzem świata w 1928 i wicemistrzem rok później.